# Le Diamant bleu
 (juillet 2025).
Pour plus de détails, voir Fiche technique et Distribution.
Le Diamant bleu (titre original : Il diamante azzurro) est un film muet italien réalisé par Ubaldo Maria Del Colle et sorti en 1911.

## Fiche technique
- Titre : Le Diamant bleu
- Titre original : Il diamante azzurro
- Réalisation : Ubaldo Maria Del Colle
- Scénario : Ubaldo Maria Del Colle
- Photographie :
- Montage :
- Producteur : Ernesto Maria Pasquali
- Société de production : Pasquali e C.
- Société de distribution : Pasquali e C.
- Pays d'origine :  Royaume d'Italie
- Langue : film muet avec les intertitres en italien
- Format : Noir et blanc — 35 mm — 1,33:1 — Muet
- Genre : Film d'aventure
- Durée : 12 minutes
- Dates de sortie : 
  -  Royaume d'Italie : 1911
  -  Espagne : juillet 1911
  -  France : juillet 1911

## Distribution
- Ubaldo Maria Del Colle
- Maria Gandini